# Chima Moneke
Nwachukwu Moneke, detto Chima (Lagos, 24 dicembre 1995), è un cestista nigeriano con cittadinanza australiana.

## Statistiche

### NCAA
| Anno      | Squadra         | PG | PT | MP   | TC%  | 3P%  | TL%  | RP  | AP  | PRP | SP  | PP   |
| --------- | --------------- | -- | -- | ---- | ---- | ---- | ---- | --- | --- | --- | --- | ---- |
| 2016-2017 | UC Davis Aggies | 36 | 33 | 27,3 | 52,7 | -    | 64,5 | 9,5 | 0,8 | 0,9 | 1,4 | 14,6 |
| 2017-2018 | UC Davis Aggies | 21 | 21 | 30,0 | 51,3 | 37,5 | 71,4 | 9,6 | 1,0 | 1,0 | 1,1 | 18,4 |
| Carriera  | Carriera        | 57 | 54 | 28,3 | 52,2 | 37,5 | 67,4 | 9,5 | 0,9 | 0,9 | 1,3 | 16,0 |

#### Massimi in carriera
- Massimo di punti: 29 vs California State-Fullerton (13 gennaio 2018)[1]
- Massimo di rimbalzi: 18 vs California Polytechnic (9 marzo 2017)
- Massimo di assist: 4 (2 volte)
- Massimo di palle rubate: 3 (3 volte)
- Massimo di stoppate: 4 (4 volte)
- Massimo di minuti giocati: 39 vs California State-Long Beach (25 febbraio 2017)

### NBA
| Anno      | Squadra          | PG | PT | MP  | TC%  | 3P% | TL% | RP  | AP  | PRP | SP  | PP  |
| --------- | ---------------- | -- | -- | --- | ---- | --- | --- | --- | --- | --- | --- | --- |
| 2022-2023 | Sacramento Kings | 2  | 0  | 4,0 | 50,0 | -   | 0,0 | 1,0 | 0,5 | 0,0 | 0,0 | 1,0 |
| Carriera  | Carriera         | 2  | 0  | 4,0 | 50,0 | -   | 0,0 | 1,0 | 0,5 | 0,0 | 0,0 | 1,0 |

#### Massimi in carriera
- Massimo di punti: 2 vs San Antonio Spurs (17 novembre 2022)[2]
- Massimo di rimbalzi: 2 vs Memphis Grizzlies (27 ottobre 2022)
- Massimo di assist: 1 vs Memphis Grizzlies (27 ottobre 2022)
- Massimo di palle rubate: -
- Massimo di stoppate: -
- Massimo di minuti giocati: 6 vs Memphis Grizzlies (27 ottobre 2022)

### G League
| Anno      | Squadra        | PG | PT | MP   | TC%  | 3P%  | TL%  | RP   | AP  | PRP | SP  | PP   |
| --------- | -------------- | -- | -- | ---- | ---- | ---- | ---- | ---- | --- | --- | --- | ---- |
| 2022-2023 | Stockton Kings | 18 | 18 | 35,1 | 54,2 | 16,7 | 77,2 | 11,2 | 2,8 | 1,5 | 0,8 | 16,5 |
| Carriera  | Carriera       | 18 | 18 | 35,1 | 54,2 | 16,7 | 77,2 | 11,2 | 2,8 | 1,5 | 0,8 | 16,5 |

### Eurolega
| Anno      | Squadra        | PG | PT | MP   | TC%  | 3P%  | TL%  | RP  | AP  | PRP | SP  | PP   |
| --------- | -------------- | -- | -- | ---- | ---- | ---- | ---- | --- | --- | --- | --- | ---- |
| 2022-2023 | Monaco         | 16 | 1  | 12,6 | 47,6 | 0,0  | 88,5 | 3,1 | 0,5 | 0,2 | 0,2 | 3,9  |
| 2023-2024 | Saski Baskonia | 34 | 7  | 24,7 | 53,1 | 35,3 | 76,4 | 6,6 | 1,4 | 1,1 | 0,5 | 13,6 |
| 2024-2025 | Saski Baskonia | 33 | 29 | 28,2 | 49,5 | 29,5 | 81,3 | 6,1 | 2,3 | 0,9 | 0,3 | 14,0 |
| Carriera  | Carriera       | 83 | 37 | 23,8 | 51,0 | 31,3 | 79,5 | 5,7 | 1,6 | 0,9 | 0,4 | 11,9 |

## Palmarès

### Squadra
- Liga catalana: 1

Manresa: 2021
- Campionato francese: 1

Monaco: 2022-23
- Coppa di Francia: 1

Monaco: 2022-23

### Individuale
- Basketball Champions League MVP: 1

Manresa: 2021-22
- Basketball Champions League Star Lineup: 1

Manresa: 2021-22